# Attaque au couteau de Bondi Junction
La Tuerie de Bondi Junction survient le 13 avril 2024 lorsque Joel Cauchi, 40 ans, poignarde et tue six personnes et en blesse douze autres dans le centre commercial Westfield Bondi Junction (en), dans la banlieue est de Sydney, en Nouvelle-Galles du Sud, en Australie. Cinq femmes et un homme meurent, tandis qu'une fillette de neuf mois figure parmi les blessés. Cauchi est mortellement abattu par un inspecteur de police.

## Contexte
Westfield Bondi Junction est un centre commercial majeur de la banlieue est de Sydney et le quatrième plus grand centre commercial de la Nouvelle-Galles du Sud. L'attaque a lieu un samedi après-midi, alors que le centre est rempli de centaines de visiteurs.

## Attaque

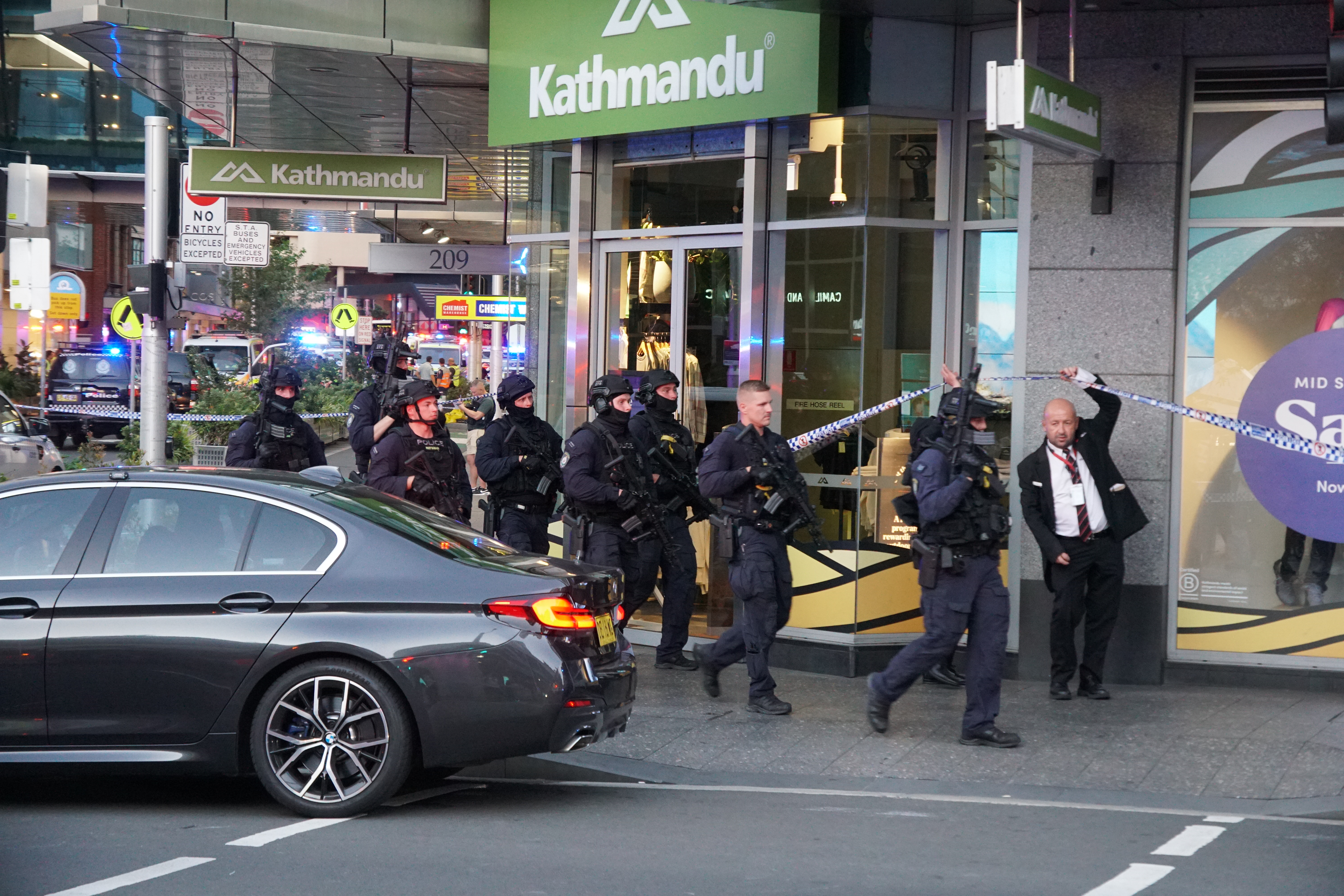
Police tactique entrant dans le centre commercial pour nettoyer le complexe.

Selon la police de Nouvelle-Galles du Sud, l'agresseur entre dans Westfield Bondi Junction vers 15 h 10 AEST, portant un maillot de sport, et quitte le centre avant de revenir 10 minutes plus tard avec ce que les témoins décrivent comme un couteau de 30 centimètres,,.
Des témoins oculaires déclarent qu'il se comporte de manière erratique, et des clips vidéo de caméras de sécurité et de passants filmant montrent l'agresseur se jetant sur certains clients avec son arme tout en ignorant les autres. Plusieurs clients affrontent l'homme, lui bloquant le passage dans certaines zones. Une vidéo téléphonique montre un homme, identifié plus tard comme étant l'ouvrier français du bâtiment Damien Guerot, empêchant l'agresseur de monter un escalier roulant jusqu'à un étage supérieur en brandissant une borne dans sa direction,.
Les attaques au couteau commencent alors que l'agresseur se déplace dans le centre commercial après son retour à 15 h 20. Les services d'urgence sont appelés à la suite d'informations faisant état de plusieurs personnes poignardées. Le bâtiment est évacué et les transports publics autour de la zone sont réacheminés. Environ 40 ambulances de Nouvelle-Galles du Sud sont déployées sur les lieux.
L'agresseur est mortellement touché à la poitrine par une inspectrice de police isolée, Amy Scott, qui l'affronte au cinquième étage de l'immeuble sous la direction de Guerot et d'un autre ressortissant français, Silas Despreaux. Après s'être jeté sur elle avec un couteau, Scott lui tire dessus. Elle commence à lui pratiquer la RCP immédiatement après sa chute,,. Le bruit de la fusillade alerte davantage de personnes à l'intérieur du centre commercial de l'incident, ce qui conduit à davantage d'évacuations et au verrouillage des locaux du magasins par les préposés.